# بیتوئیما
بیتوئیما (انگلیسی: Bituima) یک منطقهٔ مسکونی در کلمبیا است.